# Lituânia no Festival Eurovisão da Canção Júnior
Lituânia foi um dos países que estreou no V Festival de Eurovisión Junior em 2007.
O processo de seleção nacional ocorre durante o show Mažųjų žvaigždžių ringas (Jovem Anel de Estrelas), no qual jovens cantores com idades entre 10 e 15 anos participam de canções escritas por eles mesmos.
A entrada lituana de 2007 foi Lina Jurevičiūtė, também conhecida como Lina Joy, com a música "Kai miestas snaudžia", que terminou em 13º no concurso. A entrada de 2008 foi Eglė Jurgaitytė com "Laiminga diena", que terminou em terceiro lugar para a Lituânia no Concurso de 2008 em Limassol. Após dois anos de participação, o LRT retirou-se devido às razões financeiras do festival em 2009. Mas eles retornaram em 2010. Naquele ano o LRT enviou Bartas com a música "Oki Doki". Ele ficou em 6º entre 14 participantes. Eles também participaram em 2011 e enviaram Paulina Skrabytė com a música "Debesys", que ficou em 10º lugar. Em 2012, o país recuou devido a despesas. A Lituânia não voltou ao concurso desde então.

## Participação
Legenda
     Vencedor
     2.º lugar
     3.º lugar
     Pontuação Nula ("Null Points")/Último Lugar
     Melhor classificação (fora do top 3)
     Qualificação para a final (fora do top 3)
     País-anfitrião
     Desclassificado
| #  | Ano  | Sede     | Artista          | Canção                 | Tradução              | Língua         | Lugar          | Pts            |
| -- | ---- | -------- | ---------------- | ---------------------- | --------------------- | -------------- | -------------- | -------------- |
| 1º | 2007 | Roterdão | Lina Joy         | "Kai miestas snaudžia" | Quando a cidade dorme | Lituano        | 13/17          | 33             |
| 2º | 2008 | Limassol | Eglė Jurgaitytė  | "Laiminga diena"       | Feliz dia             | Lituano        | 3/15           | 103            |
|    | 2009 | Kiev     | Não participou   | Não participou         | Não participou        | Não participou | Não participou | Não participou |
| 3º | 2010 | Minsk    | Bartas           | "Oki doki"             | "Oki doki"            | Lituano        | 6/14           | 67             |
| 4º | 2011 | Erevan   | Paulina Skrabytė | "Debesys"              | As nuvens             | Lituano        | 10/13          | 53             |

## Votações
Lituânia tem dado mais pontos a...
| N.º | País               | Pts |
| --- | ------------------ | --- |
| 1   | Geórgia            | 46  |
| 2   | Rússia             | 32  |
| 3   | Bielorrússia       | 27  |
| 4   | Ucrânia            | 18  |
| 5   | Suécia             | 16  |
| 6   | Macedónia do Norte | 15  |
| 6   | Letónia            | 15  |
| 7   | Países Baixos      | 13  |
| 8   | Bélgica            | 12  |
| 8   | Sérvia             | 12  |
| 9   | Malta              | 10  |
| 10  | Arménia            | 7   |

Lituânia tem recebido mais pontos de...
| N.º | País               | Pts |
| --- | ------------------ | --- |
| 1   | Geórgia            | 40  |
| 2   | Macedónia do Norte | 24  |
| 3   | Sérvia             | 19  |
| 4   | Bielorrússia       | 17  |
| 5   | Rússia             | 15  |
| 6   | Bélgica            | 14  |
| 7   | Países Baixos      | 12  |
| 7   | Ucrânia            | 12  |
| 7   | Letónia            | 12  |
| 8   | Malta              | 10  |
| 9   | Moldávia           | 8   |
| 9   | Roménia            | 8   |
| 10  | Arménia            | 6   |

## 12 pontos
| Ano  | País         |
| ---- | ------------ |
| 2007 | Bielorrússia |
| 2008 | Geórgia      |
| 2010 | Geórgia      |
| 2011 | Geórgia      |